# Discografia di DaBaby
La discografia di DaBaby, rapper statunitense, è composta da tre album in studio, 13 mixtape, un extended play e 82 singoli, di cui 58 in collaborazione con altri artisti.

## Album

### Album in studio
| Anno                                                                                          | Titolo | Posizione massima | Posizione massima | Posizione massima | Posizione massima | Posizione massima | Posizione massima | Certificazioni        |
| Anno                                                                                          | Titolo | USA               | AUS               | CAN               | IRE               | NZL               | UK                | Certificazioni        |
| --------------------------------------------------------------------------------------------- | --- | ----------------- | ----------------- | ----------------- | ----------------- | ----------------- | ----------------- | --------------------- |
| 2019                                                                                          | Baby on Baby - Pubblicato: 1º marzo 2019 - Etichetta: Interscope Records, SCMG - Formati: Download digitale, streaming      | 7                 | —                 | 27                | —                 | —                 | —                 | - US: Oro             |
| 2019                                                                                          | Kirk - Pubblicato: 27 settembre 2019 - Etichetta: Interscope, SCMG - Formati: Download digitale, streaming                  | 1                 | 11                | 2                 | 17                | —                 | 24                |                       |
| 2020                                                                                          | Blame It on Baby - Pubblicato: 17 aprile 2020 - Etichetta: Interscope, SCMG - Formati: CD, LP, download digitale, streaming | 1                 | 7                 | 1                 | 5                 | 3                 | 8                 | - DAN: Oro - NZL: Oro |
| "—" indica che l'opera non si è classificata o che non è stata pubblicata in quel territorio. | |                   |                   |                   |                   |                   |                   |                       |

### Mixtape
| Anno | Titolo e dettagli                                                                                 |
| ---- | ------------------------------------------------------------------------------------------------- |
| 2015 | NonFiction - Pubblicato: 7 aprile 2015 - Formato: Streaming                                       |
| 2015 | So Disrespectful - Pubblicato: 26 settembre 2015 - Formato: Streaming                             |
| 2015 | The 10 Minute Mixtape - Pubblicato: 16 novembre 2015 - Formato: Download digitale, streaming      |
| 2016 | God's Work - Pubblicato: 9 giugno 2016 - Formato: Download digitale, streaming                    |
| 2016 | God's Work Resurrected - Pubblicato: 2 dicembre 2016 - Formato: Download digitale, streaming      |
| 2017 | Baby Talk - Pubblicato: 23 gennaio 2017 - Formato: Download digitale                              |
| 2017 | Baby Talk 2 - Pubblicato: 31 marzo 2017 - Formato: Download digitale, streaming                   |
| 2017 | Billion Dollar Baby - Pubblicato: 16 giugno 2017 - Formato: Download digitale, streaming          |
| 2017 | Baby Talk 3 - Pubblicato: 18 agosto 2017 - Formato: Download digitale, streaming                  |
| 2017 | Back On My Baby Jesus Shit - Pubblicato: 17 novembre 2017 - Formato: Download digitale, streaming |
| 2017 | Baby Talk 4 - Pubblicato: 25 dicembre 2017 - Formato: Download digitale, streaming                |
| 2018 | Baby Talk 5 - Pubblicato: 1º giugno 2018 - Formato: Download digitale, streaming                  |
| 2018 | Blank Blank - Pubblicato: 2 novembre 2018 - Formato: Download digitale, streaming                 |

### EP
| My Brother's Keeper (Long Live G) - Pubblicato: 20 novembre 2020 - Etichetta: Warner Music Group - Formato: Download digitale, streaming |

## Singoli
| Anno                                                                                          | Titolo                                                                 | Posizione massima | Posizione massima | Posizione massima | Posizione massima | Posizione massima | Posizione massima | Album                               |
| Anno                                                                                          | Titolo                                                                 | USA               | AUS               | CAN               | IRE               | NZL               | UK                | Album                               |
| --------------------------------------------------------------------------------------------- | ---------------------------------------------------------------------- | ----------------- | ----------------- | ----------------- | ----------------- | ----------------- | ----------------- | ----------------------------------- |
| 2016                                                                                          | Light Show                                                             | —                 | —                 | —                 | —                 | —                 | —                 | God's Work e God's Work Resurrected |
| 2017                                                                                          | Comin' Over (feat. DJ Luke Nasty)                                      | —                 | —                 | —                 | —                 | —                 | —                 | Billion Dollar Baby                 |
| 2017                                                                                          | Big Butt                                                               | —                 | —                 | —                 | —                 | —                 | —                 | Billion Dollar Baby                 |
| 2017                                                                                          | Pull Up Music                                                          | —                 | —                 | —                 | —                 | —                 | —                 | Back On My Baby Jesus Shit          |
| 2019                                                                                          | Walker Texas Ranger                                                    | —                 | —                 | —                 | —                 | —                 | —                 | Blank Blank e Baby on Baby          |
| 2019                                                                                          | FuckYouTalmBout Freestyle (con Chophouze)                              | —                 | —                 | —                 | —                 | —                 | —                 | N.D.                                |
| 2019                                                                                          | Mini Van (con BlocBoy JB)                                              | —                 | —                 | —                 | —                 | —                 | —                 | N.D.                                |
| 2019                                                                                          | Crazy (con Str8Barz)                                                   | —                 | —                 | —                 | —                 | —                 | —                 | N.D.                                |
| 2019                                                                                          | Suge                                                                   | 7                 | 58                | 32                | 65                | —                 | —                 | Baby on Baby                        |
| 2019                                                                                          | Baby on Baby Out Now Freestyle                                         | —                 | —                 | —                 | —                 | —                 | —                 | N.D.                                |
| 2019                                                                                          | I'm a Star (con Locx)                                                  | —                 | —                 | —                 | —                 | —                 | —                 | N.D.                                |
| 2019                                                                                          | Baby (con Quality Control e Lil Baby)                                  | 21                | —                 | 54                | —                 | —                 | —                 | Control the Streets, Volume 2       |
| 2019                                                                                          | Duck Sauce (con Saint Vinci)                                           | —                 | —                 | —                 | —                 | —                 | —                 | N.D.                                |
| 2019                                                                                          | Baby Sitter (feat. Offset)                                             | 59                | —                 | —                 | —                 | —                 | —                 | Baby on Baby                        |
| 2019                                                                                          | Gucci Bag Latina (con Zaweso del Patio, 2Sober and Jungle)             | —                 | —                 | —                 | —                 | —                 | —                 | N.D.                                |
| 2019                                                                                          | Coochie Bag (con 2Sober, Chxna, NRG Rose, 20Vision and Tanya Stephens) | —                 | —                 | —                 | —                 | —                 | —                 | N.D.                                |
| 2019                                                                                          | Panini (DaBaby Remix) (con Lil Nas X)                                  | —                 | —                 | —                 | —                 | —                 | —                 | N.D.                                |
| 2019                                                                                          | Intro                                                                  | 13                | —                 | 26                | 70                | —                 | 97                | Kirk                                |
| 2019                                                                                          | Bop                                                                    | 11                | 63                | 23                | 39                | 38                | 66                | Kirk                                |
| 2020                                                                                          | Shut Up                                                                | —                 | —                 | —                 | —                 | —                 | —                 | N.D.                                |
| 2020                                                                                          | Oprah's Bank Account (con Lil Yachty feat. Drake)                      | 55                | —                 | 38                | —                 | —                 | 54                | Lil Boat 3                          |
| 2020                                                                                          | Vibez                                                                  | 21                | —                 | 40                | 68                | —                 | —                 | Kirk                                |
| 2020                                                                                          | Find My Way                                                            | 22                | 47                | 33                | 25                | —                 | 46                | Blame It on Baby                    |
| 2020                                                                                          | Rockstar (feat. Roddy Ricch)                                           | 1                 | 1                 | 1                 | 1                 | 1                 | 1                 | Blame It on Baby                    |
| 2020                                                                                          | No Dribble (con Stunna 4 Vegas)                                        | 92                | —                 | —                 | —                 | —                 | —                 | Blame It on Baby                    |
| 2020                                                                                          | Peep Hole                                                              | 116               | —                 | —                 | —                 | —                 | —                 | Blame It on Baby                    |
| 2021                                                                                          | Masterpiece                                                            | 55                | —                 | 71                | —                 | —                 | —                 | TBA                                 |
| 2021                                                                                          | Ball If I Want To                                                      | —                 | —                 | —                 | —                 | —                 | —                 | TBA                                 |
| "—" indica che l'opera non si è classificata o che non è stata pubblicata in quel territorio. |                                                                        |                   |                   |                   |                   |                   |                   |                                     |